# Catharsius brevicornis
Catharsius brevicornis är en skalbaggsart som beskrevs av Felsche 1907. Catharsius brevicornis ingår i släktet Catharsius och familjen bladhorningar. Inga underarter finns listade.